# Stephanie Edwards
Stéphanie Edwards est un personnage de fiction de la série télévisée Grey's Anatomy interprété par Jerrika Hinton. Elle apparaît pour la première fois lors de l'épisode 1 de la saison 9. Elle fera ses débuts en tant qu'interne en chirurgie au Seattle Grace Mercy West avant de devenir résidente après son examen.

## Histoire du personnage
Le personnage de Stéphanie Edwards apparait dans 113 épisodes de Grey's Anatomy, chacune de ses apparitions se faisant dans la série mère.

### Saison 9
Stéphanie Edwards fait son apparition dans la série lors du premier épisode de la saison 9. Elle rejoint le Seattle Grace Mercy West en tant qu'interne. Elle est tout comme les autres internes effrayée par Meredith Grey, qu'ils surnomment "Médusa".
Dans l'épisode 8, Stéphanie entre en compétition avec Leah, lorsqu'elles travaillent avec Cristina.
Après s'être rapprochée de Jackson, elle sort maintenant avec lui.

### Saison 10
Afin de ne plus porter de lunettes Stéphanie se fait opérer.
Elle travaille sur l'essai de Meredith sur la veine porte.
Lors du mariage d'April, Stéphanie est humiliée par Jackson, lorsque celui-ci avoue à April qu'il l'aime devant toutes les personnes présente ce jour, alors qu'il sort toujours avec Stéphanie.
Bailey s'occupe d'un garçon immunodéprimé, elle souhaite lui injecter le virus VIH désactivé dans le but de le guérir, dans un premier temps les parents sont d'accord mais retirent leur consentement par la suite. Dans le but de lui sauver la vie Bailey continue la procédure. Elle avouera à Stéphanie qu'elle l'a fait sans le consentement des parents. Après l'avoir avoué aux parents du garçon ceux ci décident de la poursuivre en justice. Stéphanie s'accuse en disant qu'elle n'avait pas faire part à Bailey du changement d'avis des parents. À la suite de cela, Stéphanie sera suspendue une semaine.

### Saison 11
Lors d'une échographie de routine d'April, Stéphanie remarque quelque chose d'anormal concernant le bébé. Elle fera part de ces inquiétudes à Arizona, qui confirmera le problème.
Stéphanie travaille avec Amélia sur la tumeur du Dr Herman.

### Saison 12
Amélia choisit Stéphanie pour aider une patiente à se remettre d'une neurochirurgie avec un protocole très difficile pour la patiente. Cela lui rappelle de mauvais souvenirs de son enfance dont elle fait part à Amélia et Jo au même moment. Elle raconte que lorsqu'elle avais 5 ans, elle a participé à un essai clinique sur la drépanocytose, ce qui l'a traumatisée. Un peu plus tard, Jo l'accusera d'avoir menti pour attendrir Amélia, ce qu'elle ira raconter à celle-ci. Amélia très en colère, alla en parler au Dr Webber, qui confirmera la véracité des propos de Stéphanie. Jo finit par croire le passé de celle-ci. Stéphanie ne lui pardonne pas de suite mais elles finiront par redevenir amies quelques épisodes plus tard.
Stéphanie a une nouveau petit ami, Kyle. En voulant lui envoyer un message explicite, elle se trompe de destinataire et c'est Meredith qui le reçoit. Amélia refuse que Stéphanie s'occupe de Kyle en tant que médecin puisqu'ils sortent ensemble, ce qui la poussera à rompre avec lui. Elle regrettera sa décision, elle apprend qu'il est admis à l'hôpital pour une suspicion de méningite. Celui-ci très en colère ne veux pas la voir mais ils finiront par ce réconcilier avant qu'il décède en chirurgie.

### Saison 13
Alex et Stéphanie passent outre à la volonté des parents religieux d'un petit garçon, qui refusent de faire soigner leur enfant. Stéphanie s'emportera contre le père au point de jeter sa tablette contre un mur. Eliza ayant assisté à la scène raconte ce qui s'est passé au Dr Webber et au Dr Bailey. Elle se verra interdite de bloc et devra suivre une thérapie.
Un dangereux patient menace Stéphanie avec un bistouri, afin qu'elle l'aide à quitter l'hôpital où la police est à sa recherche. Les portes s'étant verrouillées, ils sont bloqués, avec Erin une petite fille qui se trouvait là. Le patient déclenche un feu dans le but que les portes se débloquent. Stéphanie l'asperge d'alcool et au moment où une étincelle lui tombe dessus il s'enflamme. En étant en feu il s'approche d'un cylindre inflammable, ce qui provoque une explosion. Stéphanie procure les premiers soin à Erin qui est blessée à la jambe, puis elles montent sur le toit de l'hôpital pour échapper aux flammes. Stéphanie essaie sans succès d'appeler à l'aide, puis s'occupe d'Erin qui va de plus en plus mal. Elles s'en sortiront toutes les deux. Stéphanie a été grièvement brulée. Elle expliquera au Dr Webber qu'après avoir passé sa vie dans les hôpitaux elle a envie de voir autre chose et qu'elle démissionne.